# 因德斯特里 (伊利諾伊州)
因德斯特里（英語：Industry）是位於美國伊利諾伊州麥克多諾縣的一個村落。

## 地理
因德斯特里的座標為40°19′36″N 90°36′23″W / 40.32667°N 90.60639°W，而該地最高點為海拔高度201米（即659英尺）。

## 人口
根據2010年美國人口普查的數據，因德斯特里的面積為1.19平方千米，當中陸地面積為1.19平方千米，而水域面積為0.00平方千米。當地共有人口478人，而人口密度為每平方千米401人。